# Dinomischus
Dinomischus — викопний вид тварин нез'ясованого систематичного положення, що існував у кембрійському періоді (505 млн років тому). Скам'янілі відбитки тварини знайдені у берджеських сланцях у Британській Колумбії (Канада) та у маотяньшаньських сланцях в Китаї.

## Опис
Тварина вела сидячий спосіб життя. Зовні Dinomischus був схожий на тюльпан заввишки 3 см. Чашоподібне тіло увінчалося 20 пелюсткоподібними відростками. Ротовий та анальний отвори розташовувалися поруч на вершині тіла. До субстрату кріпився за допомогою довгого та вузького стебла. Живився, ймовірно, органічними рештками, які відфільтровував з товщі води.